# Медведев, Александр Филиппович
Алекса́ндр Фили́ппович Медве́дев (20 июля 1916 — 29 августа 1984) — советский археолог, специалист по средневековому оружию, кандидат исторических наук, старший научный сотрудник Института археологии, лауреат Государственной премии (1970).

## Биография
Родился 20 июля 1916 на территории нынешней Тульской области. Родители умерли рано, уже в 9 лет Александр Филиппович остался сиротой. В 1930 году переезжает в Москву, где получает специальность переплётчика. В 1939 году поступил на исторический факультет МГУ.
С началом Великой Отечественной войны ушёл добровольцем в дивизию Народного Ополчения. В июле-октябре сражался на Западном фронте. В октябре 1941 г. принимал участие в боях за Москву под Ельней, попал в окружение, но вместе с отрядом ополчения вышел из него под Вязьмой. После этого снова вернулся к учёбе и в 1944 году с отличием окончил кафедру археологии Исторического факультета МГУ (научный руководитель — А. В. Арциховский). С 1944 по 1947 там же обучался в аспирантуре.
В 1953 г. защитил кандидатскую диссертацию «Древнерусские лучники и их оружие».
С 1947 г. и до своей смерти работал в ИА АН СССР.
С 1947 по 1965 год являлся одним из основных научных сотрудников Новгородской Археологической экспедиции. В этот период А. Ф. Медведев руководил работами на Неревских (см. Неревский конец) VI (1952—1953), VIII (1953—1954), XVII (1955—1956), XXII (1957—1958), XXVIII (1959), XXXII (1961) раскопах, а в 1963 г. Ильинским раскопом. Соавтор отчёта НАЭ за 1960.
В 1966 г. под руководством А. Ф. Медведева были начаты масштабные раскопки в Старой Руссе, которые он вёл до 1978 г. . Особенностью методики А. Ф. Медведева являлась, с одной стороны, небольшая площадь исследованных участков, с другой — большой территориальный охват. Результаты этих работ дали первые представления о распространении и мощности культурного слоя на одном из важнейших археологических памятников Новгородской земли. Помимо богатой вещевой коллекции ставшей основой археологических фондов Старорусского музея, были получены материалы об особенностях средневековой застройки и древней топографии Старой Руссы. Новые возможности для реконструкции истории города открыли находки берестяных грамот (в 1966 г. в раскопе I, располагавшемся на территории Старорусского курорта, была обнаружена первая береста). А. Ф. Медведев не успел обобщить материалы раскопок, однако, в предварительных публикациях он неоднократно отмечал, что во второй половине XII века летописная Руса была уже высокоразвитым ремесленным и торговым центром.
Кроме Новгорода и Старой Руссы Медведев также проводил раскопки в Москве (1949—1951 гг.) и Городце на Волге (1960, 1962 гг.). В 1983—1984 гг. продолжил работу в составе Новгородской археологической экспедиции.

## Научные достижения
С именем А. Ф. Медведева прежде всего связано изучение гидротехнических сооружений Новгорода и истории оружия (прежде всего ручного метательного вооружения), начало систематического изучения культурного слоя Старой Руссы (до того времени практически неисследованной археологами) и введение в научный оборот полученных при этом материалов.
Автор отчётов о раскопках в Старой Руссе за 1966—1968, 1970, 1976, 1978 гг., соавтор отчётов за 1969 г., 1972, 1974. Является автором одной монографии и около 50 статей, заметок и научно-популярных работ. Главный научный труд его жизни — это свод восточно-европейским материалов о ручном метательном оружии. Данная работа не имеет аналогий и не утратила научного значения до наших дней.

## Публикации
- К ИСТОРИИ КОЛЬЧУГИ В ДРЕВНЕЙ РУСИ // Краткие сообщения Института истории материальной культуры. Вып. XLIX 1953.
- Водоотводные сооружения и их значение в благоустройстве Новгорода Великого // МИА № 55. М., 1956;
- Оружие Новгорода Великого / МИА № 3. М., 1959;
- Древнерусские писала X—XV вв. // Советская археология, 1960, № 2;
- Ближневосточная и золотоордынская поливная керамика из раскопок в Новгороде // МИА № 117. М., 1963.
- Ручное метательное оружие (лук и стрелы, самострел) VIII—XIV вв. / Археология СССР. Свод археологических источников. Е1-36. М.1966;